# Nobody Home (film, 1919)

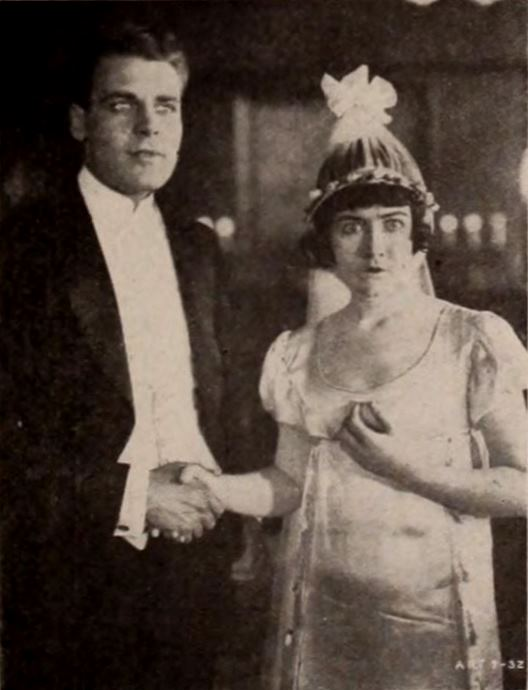
Ralph Graves et Dorothy Gish dans Nobody Home

Pour l’article homonyme, voir Nobody Home.
Nobody Home est un film américain réalisé par Elmer Clifton et sorti en 1919.

## Fiche technique
- Titre alternatif : Out of Luck
- Réalisation : Elmer Clifton
- Scénario : Lois Zellner
- Production :  New Art Film
- Photographie : Lee Garmes, John W. Leezer
- Lieu de tournage :  Hotel Green, Pasadena, Californie
- Durée : 5 bobines[1]
- Dates de sortie: 
  - États-Unis : 24 août 1919

## Distribution
- Dorothy Gish : Frances Wadsworth
- Ralph Graves : Malcolm Dale
- Raymond Cannon : Crandall Park
- Vera McGinnis : Mollie Rourke
- George Fawcett : Rockaway Smith
- Emily Chichester : Sally Smith
- Rudolph Valentino : Maurice Rennard
- Norman McNeil : Rosebud Miller
- Kate Toncray